# Виви (језеро)
Виви (рус. Виви) је језеро у Русији. Налази се на територији Краснојарске покрајине. Површина језера износи 229 km².